# Mistrzostwa Europy w biegu 24-godzinnym 2004
12. Mistrzostwa Europy w biegu 24-godzinnym 2004 – zawody lekkoatletyczne, które odbyły się 23 i 24 października 2004 w Brnie.

## Medaliści
|                         | 1. miejsce                                                          | Rezultat   | 2. miejsce                                                                  | Rezultat   | 3. miejsce                                                                  | Rezultat   |
| Mężczyźni indywidualnie | Lubomir Hrmo                                                        | 259,064 km | Mohamed Magroun                                                             | 257,881 km | Vladimir Bychkov                                                            | 248,595 km |
| Mężczyźni drużynowo     | Francja 1. Mohamed Magroun · 2. Emmanuel Conraux · 3. Claude Hardel | 745,725 km | Rosja 1. Vladimir Bychkov · 2. Andrei Kazantsev · 3. Evgenii Ushakov        | 704,876 km | Słowacja 1. Lubomir Hrmo · 2. Peter Seman · 3. Slavomir Lindvai             | 672,143 km |
| Kobiety indywidualnie   | Galina Eremina                                                      | 235,012 km | Edit Berces                                                                 | 217,664 km | Irina Reutovich                                                             | 214,632 km |
| Kobiety drużynowo       | Rosja 1. Galina Eremina · 2. Irina Reutovich · 3. Irina Koval       | 661,558 km | Francja 1. Veronique Jehanno-Valy · 2. Brigitte Bec-Cetre · 3. Joelle Semur | 598,788 km | Włochy 1. Lorena Antonietta Di Vito · 2. Monika Moling · 3. Stefania Tonini | 571,513 km |

## Reprezentacja Polski

### Mężczyźni
Drużyna mężczyzn zajęła 10. miejsce z wynikiem 561,296 km
| Miejsce | Zawodnik             | Klub                 | Rezultat   |
| 18.     | Czesław Macherzyński | KKB Dystans Kraków   | 211,860 km |
| 42.     | August Jakubik       | TL Pogoń Ruda Śląska | 192,098 km |
| 58.     | Marek Gulbierz       | LKS Korab Olecko     | 157,337 km |

### Kobiety
| Miejsce | Zawodniczka     | Klub                        | Rezultat   |
| 34.     | Alicja Banasiak | TKKF Beskidek Bielsko-Biała | 150,455 km |